# Max Grix
Max Grix, in England Max Louis F. Grix (* 23. April 1903 in Leipzig; † 22. Juni 1973 auf der Isle of Sheppey, Vereinigtes Königreich), war ein deutscher Kameramann beim Stummfilm.

## Leben
Grix hatte ein Jahr nach Ende des Ersten Weltkriegs seine Schulausbildung (Realgymnasium) abgeschlossen und die berufliche Laufbahn als Lehrling im Exportgeschäft eines Freundes seines Vaters begonnen. Unter Mutz Greenbaum erlernte er die Grundkenntnisse der Fotografie und konnte nach kurzer Lehrzeit im Alter von nicht einmal 20 Jahren seinen ersten Kameraauftrag (an der Seite von Ludwig Lippert) erhalten.
Bis Ende des Stummfilms war Grix ein gefragter Kameramann für B-Produktionen; mehrfach fotografierte er Abenteuerstoffe mit körperbetonten, ausländischen Actionstars wie Bartolomeo Pagano (in „Maciste“) und Eddie Polo. Gegen Ende der 1920er Jahre kam auch eine Reihe von heiteren, filmhistorisch bedeutungslosen Lustspielen hinzu. Ausflüge ins sozialrelevante Genre der Sitten- und Sozialkritikfilme (Die Halbwüchsigen, Der Sittenrichter § 218) blieben hingegen Ausnahmen. Seine letzte Spielfilmkameraarbeit, Der Todesweg auf die Bernina, war zugleich der letzte stumme Spielfilm der deutschen Kinogeschichte.
Beim Tonfilm fand Grix seit seiner Standfotografie zu Panik in Chicago (1931) keine Verwendung mehr. Stattdessen versuchte er sich zuletzt als Schriftsteller und Theateragent. 1939 entstand sein letzter Beitrag für die Kinematographie mit seiner Regie zur Kurzfilmdokumentation Münchener Oktoberfest.
Nach Ausbruch des Zweiten Weltkriegs wurde Grix eingezogen, bis August 1944 diente er in der 2. Dolmetscherkompanie des W.K. III. Nach dem Krieg verlegte Grix kurzzeitig seine Aktivitäten in Richtung Bühne. So eröffnete am 30. August 1946 „Das Kleine Operettenhaus“ unter seine Regie mit dem Stück Skandal in den Wolken, nach einer literarischen Vorlage von Grix und Richard Stauch.
Im September 1948, wanderte Max Grix zusammen mit seiner in der einst britischen Kolonie Indien geborenen Frau Muriel Alice nach England aus und ließ sich in London nieder. Später übersiedelte das Ehepaar in die nahegelegene Grafschaft Kent, wo beide ihren Altersruhesitz bezogen. Grix, seit dem 20. Februar 1956 britischer Staatsbürger, starb 1973 auf der Isle of Sheppey, seine Frau überlebte ihn um fünf Jahre. Hinter die Kamera kehrte Max Grix in England nicht mehr zurück.

## Filmografie
- 1923: Maciste und die chinesische Truhe
- 1923: Der Tiger des Zirkus Farini
- 1924: Die Liebesbriefe der Baronin von S...
- 1924: Die Frau im Feuer
- 1925: Herr, mach’ uns frei!
- 1926: Die Eule
- 1926: Gestrandete Menschen (auch Drehbuch)
- 1927: An der Weser
- 1927: Der Geheimtresor
- 1927: Wochenendbraut
- 1928: Eddy Polo mit Pferd und Lasso
- 1928: Das Fräulein aus Argentinien
- 1928: Das Hannerl vom Rolandsbogen
- 1928: Kaczmarek
- 1928: Der Herr vom Finanzamt
- 1929: Es war einmal ein treuer Husar
- 1929: Rache für Eddy
- 1929: Der Zigeunerprimas
- 1929: Der Sittenrichter § 218
- 1929: Lux, der König der Verbrecher
- 1929: Ja, Ja, die Frau’n sind meine schwache Seite
- 1929: Hütet Euch vor leichten Frauen
- 1929: Die Halbwüchsigen
- 1929: Jugendsünden
- 1929: Besondere Kennzeichen
- 1931: Der Todesweg auf die Bernina
- 1939: Münchener Oktoberfest (Dokumentarfilm, Regie)